# Burg Golesz

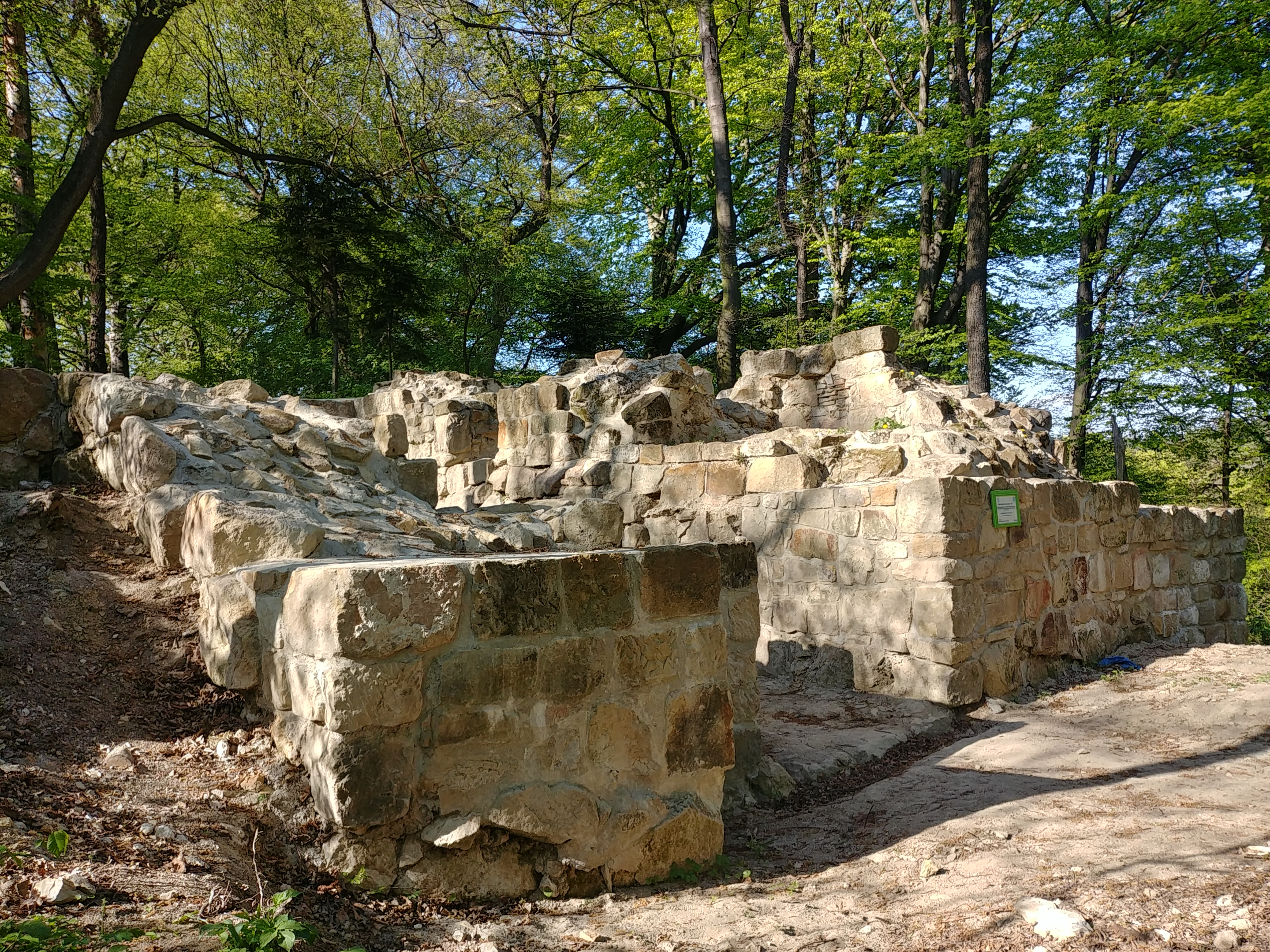
Ruine

Die Burg Golesz (polnisch Zamek Golesz) ist eine Burgruine in Krajowice, in der Nähe von Kołaczyce. Die Burg gehörte dem Benediktinerkloster Abtei Tyniec bei Krakau. Sie wurde von einem Starosten verwaltet.

## Lage
Die Burg liegt im Strzyżów-Gebirge in der Gemeinde Kołaczyce über dem Ufer der Wisłoka.

## Geschichte
Auf dem gleichen Berg befand sich bereits eine Siedlung der Schnurkeramischen Kultur. Kurgane aus der Steinzeit sind noch erhalten. Die Burg wurde im 13. Jahrhundert von den Tyniecer Äbten errichtet und um 1420 ausgebaut. Seit 1405 befand sich auch ein Gericht der Landvogtei auf der Burg. Sie diente der Verwaltung der Ländereien des Klosters an den Flüssen Wisłoka und Biała. Die Burg wurde 1657 von den Truppen von Georg II. Rákóczi zerstört und ist seither als Ruine erhalten. Am Burgberg befindet sich ein Soldatenfriedhof aus dem Ersten Weltkrieg.